# Agrias purpurea
Agrias purpurea är en fjärilsart som beskrevs av Anton Heinrich Fassl 1924. Agrias purpurea ingår i släktet Agrias och familjen praktfjärilar. Inga underarter finns listade i Catalogue of Life.